# Pelenato Fuluhea
Pelenato Fuluhea, dit Pulufegu, né en 1903 et décédé le 8 juillet 1970, est un roi coutumier d'Uvea qui règne du 9 juin 1947 au 11 avril 1950, dans une période marquée par de profonds changements sociaux et économiques consécutifs à la présence américaine pendant la Seconde Guerre mondiale. Des conflits coutumiers reflétant les clivages sociaux provoquent sa destitution. Après son règne, il est chef du district (faipule) de Mu'a de 1953 à 1961 et de 1962 à 1964. Entre 1957 et 1959, il soutient le futur Lavelua Tomasi Kulimoetoke II contre la reine Aloisia Brial. Il supervise les discussions autour du changement de statut de Wallis-et-Futuna en 1959 et est élu à l'assemblée territoriale pour le district de Mu'a en 1962 et 1967.

## Débuts
Pelenato Fuluhea est né à Halalo, dans district de Mu'a. Il est le Siafu (chef de village) de son village natal de 1939 à 1942. En 1943, durant la Seconde Guerre mondiale, il est responsable du premier contingent de 178 Wallisiens et Futuniens envoyés en Nouvelle-Calédonie pour remplacer les travailleurs au front. Ces travailleurs demandent leur rapatriement après quelques mois, jugeant que leurs conditions de travail et de rémunération ne correspondent pas à ce qui leur a été promis.

## Règne (1947-1950)
Pelenato Fuluhea devient roi d'Uvea dans une période marquée par l'instabilité politique, après une période de prospérité économique aussi forte que brève, en raison de la présence américaine à Wallis durant la Seconde Guerre mondiale et l'affaiblissement de l'administration française (protectorat de Wallis-et-Futuna) tout comme celui de la mission catholique. Pour Jean-Claude Roux, la monarchie wallisienne connaît à partir de son règne une « instabilité chronique ».
Le 25 mars 1946, un lieutenant de l'armée américaine, Zincheck et des ministres coutumiers déchus apportent une demande d'annexion de Wallis-et-Futuna par les États-Unis. Le résident Charbonnier réussit à obtenir le retrait de la demande et le départ du lieutenant. Les partisans d'un rattachement américain ont perdu, les meneurs sont exilés en Nouvelle-Calédonie et le Lavelua Leone Matekitoga abdique l'année suivante en avril 1947. Le 9 juin 1947, Pelenato Fuluhea lui succède et devient roi d'Uvea. Le résident Marcel Alexandre Chomet donne son accord à sa nomination, le jugeant « énergique et francophile ».
Durant son règne, l'émigration de travailleurs wallisiens et futuniens vers la Nouvelle-Calédonie se met en place. Il encadre les départs, posant des exigences de salaires, exigeant une prime pour les rois et chefs coutumiers ainsi que des contrats de travail d'une durée maximale de trois ans.
Il instaure également la répartition équitable des six ministres coutumiers du Lavelua entre les trois districts de Wallis : « Kivalu, Fotuatamai et Pulu’i’Uvea sont choisis à Hahake ; Mahe et Mukoi fenua à Mu'a ; Kulitea et ’Ulu’i Monua à Hihifo ». Cette mesure a pour objectif de limiter l'influence du district de Hahake, qui est jusqu'à cette période le district dominant d'où proviennent la majorité des rois wallisiens et qui impose son autorité au reste de l'île.
« De nouveaux différents coutumiers interviennent en avril 1950, relayant les problèmes sociaux de l’époque : autoritarisme de certains fonctionnaires ; clivage des générations dans le clergé local ; retour de Wallisiens sensibilisés aux idées « syndicales » ». Le Lavelua est contesté par des opposants majoritairement du district de Hihifo, qui se plaignent que les travaux collectifs obligatoires (fatogia) ne soient pas rémunérés. Ces conflits provoquent l'abdication de Pelenato Fuluhea le 11 avril, et l'élection de Victor-Emmanuel Brial deux jours plus tard. Mais ce dernier étant citoyen français et le principal commerçant de l'île, il ne reçoit pas l'aval de la mission catholique ni de l'administration, et c'est Kapeliele Tufele III qui est finalement choisi pour être le prochain souverain, le 17 avril 1950.

## Trajectoire politique après son règne
Pelenato Fuluhea devient chef du district de Mu'a le 1er janvier 1953, contre l'avis du Lavelua Kapeliele Tufele. Il exerce ce rôle jusqu'en 1961, puis le redevient de 1962 à 1964.
En 1957, Pelenato Fuluhea soutient Tomasi Kulimoetoke II dans son conflit qui l'oppose avec la reine Aloisia Brial. La reine, âgée et jugée autoritaire, est de plus en plus contestée par les familles royales. Pelenato Fuluhea est à la tête de l'opposition, avec deux autres rois, Kapeliele Tufele III et Leone Matekitoga. Tomasi Kulimoetoke décide de démettre la reine, mais le résident de France refuse sa démission. La crise s'intensifie et Fuluhea rejoint Kulimoetoke pour faire tomber la reine.
Un nouveau résident, Pierre Fauché, arrive à Wallis le 3 août 1958. C'est une période d'intenses changements sociaux et économiques pour le territoire ; le protectorat de Wallis-et-Futuna touche à sa fin et des négociations ont lieu pour la rédaction d'un nouveau statut. Toutefois, la reine Aloisia Brial refuse catégoriquement le changement de statut, et n'accepte pas de céder le terrain d'aviation de Hihifo pour la construction d'un aéroport. Le résident décide de s'allier à Tomasi Kulimoetoke et Pelenato Fuluhea pour obtenir l'abdication de la reine. Ces derniers rassemblent de plus en plus de partisans. Pelenato Fuluhea rallie notamment l'ensemble des villages de son district de Mu'a. Plusieurs ministres de la reine cessent de percevoir leur indemnité tandis que Kulimoetoke et Fuluhea sont payés par l'administration française. De plus en plus isolée et affaiblie politiquement, Aloisia Brial démissionne le 12 septembre 1958. Des discussions s'ensuivent parmi les familles royales pendant six mois, et le 12 mars 1959, Tomasi Kulimoetoke devient Lavelua.
En 1959, Pelenato Fuluhea dirige les négociations autour du changement de statut de Wallis-et-Futuna avec les autorités coutumières et des membres de la communauté à Nouméa (notamment Sosefo Makape Papilio). Lors de la fête du 14 juillet 1959, il remet officiellement au président Charles de Gaulle une lettre des trois rois coutumiers demandant à constituer avec la France « une communauté spirituelle, politique et économique en même temps qu'une communauté d'intérêts », tout en préservant la religion catholique et les prérogatives des institutions coutumières. En décembre de cette même année, un référendum a lieu sur le changement de statut, approuvé à 94%, et Wallis-et-Futuna deviennent un territoire d'outre-mer.
Pelenato Fuluhea siège à la nouvelle assemblée territoriale de Wallis-et-Futuna en 1962 puis en 1967 pour le district de Mu'a.
Il décède le 8 juillet 1970. Il est remplacé par Alikisio Liufau à l'assemblée territoriale.

## Postérité
En 2013, une statue lui rendant hommage est érigée à Halalo dans le sud de l'île d'Uvea,.